# La giostra della memoria/Lunaspina
La giostra della memoria/Lunaspina è un singolo di Fiorella Mannoia; è stato pubblicato nel 1990 dalla Epic Records (Catalogo: EPC 656157 7). Il 45 giri viene pubblicato anche in Germania.

## Tracce
Lato A
1. La giostra della memoria – 4:15 (Enrico Ruggeri e Luigi Schiavone)

Lato B
1. Lunaspina – 4:25 (Ivano Fossati)

Durata totale: 8 min : 40 s

## Altre versioni
Il 27 aprile 2010 esce l'album di Paola Turci Giorni di rose che contiene una versione a duetto del brano Lunaspina.